# Kerivoula minuta
Kerivoula minuta es una especie de murciélago de la familia Vespertilionidae.

## Distribución geográfica
Se encuentra en Malasia y Tailandia.